# Zodiac Aerospace
Cet article concerne l'entreprise issue des activités aéronautiques du groupe Zodiac. Pour l'entreprise issue des activités Marine, voir Zodiac Nautic. Pour les autres significations, voir Zodiaque (homonymie).
 (septembre 2011).
Si vous disposez d'ouvrages ou d'articles de référence ou si vous connaissez des sites web de qualité traitant du thème abordé ici, merci de compléter l'article en donnant les références utiles à sa vérifiabilité et en les liant à la section « Notes et références ».
Zodiac Aerospace est une entreprise aéronautique française fondée en 1896 fournissant des systèmes et des équipements à destination des aéronefs. Elle est absorbée en 2018 par Safran, et les différentes entités renommées et dissoutes au sein du groupe.
Elle était spécialisée dans les systèmes embarqués d’avion, les systèmes de sécurité d’avion et l’aménagement de cabine. Elle compte une centaine de sites répartis à travers le monde et emploie près de 30 000 personnes. 

## Historique

### Les prémices de l’aéronautique (1896-1933)
Le 21 décembre 1896, la Société « Mallet, Mélandri et de Pitray » est fondée par Maurice Mallet et ses associés, elle est à l’origine de Zodiac. À ses débuts, l’entreprise participe au développement de la production des premiers ballons dirigeables de sport et de tourisme.
En juin 1909, la société change de nom et devient la « Société française de ballons dirigeables et d’aviation Zodiac », puis simplement « Zodiac » en 1911. Elle connait alors une période d’essor dans la construction d’aéroplanes et de ballons, notamment par son activité au service de l'aérostation maritime et par sa participation à l’effort de guerre. Jusqu’aux années 1930, ce sont 63 dirigeables qui sortiront des ateliers Zodiac.
A cette époque, le siège social et les bureaux sont situés au 10 route du Havre à Puteaux, et les hangars à l'aérodrome de Saint-Cyr-l'École.  

### Les activités marines (1934-1972)

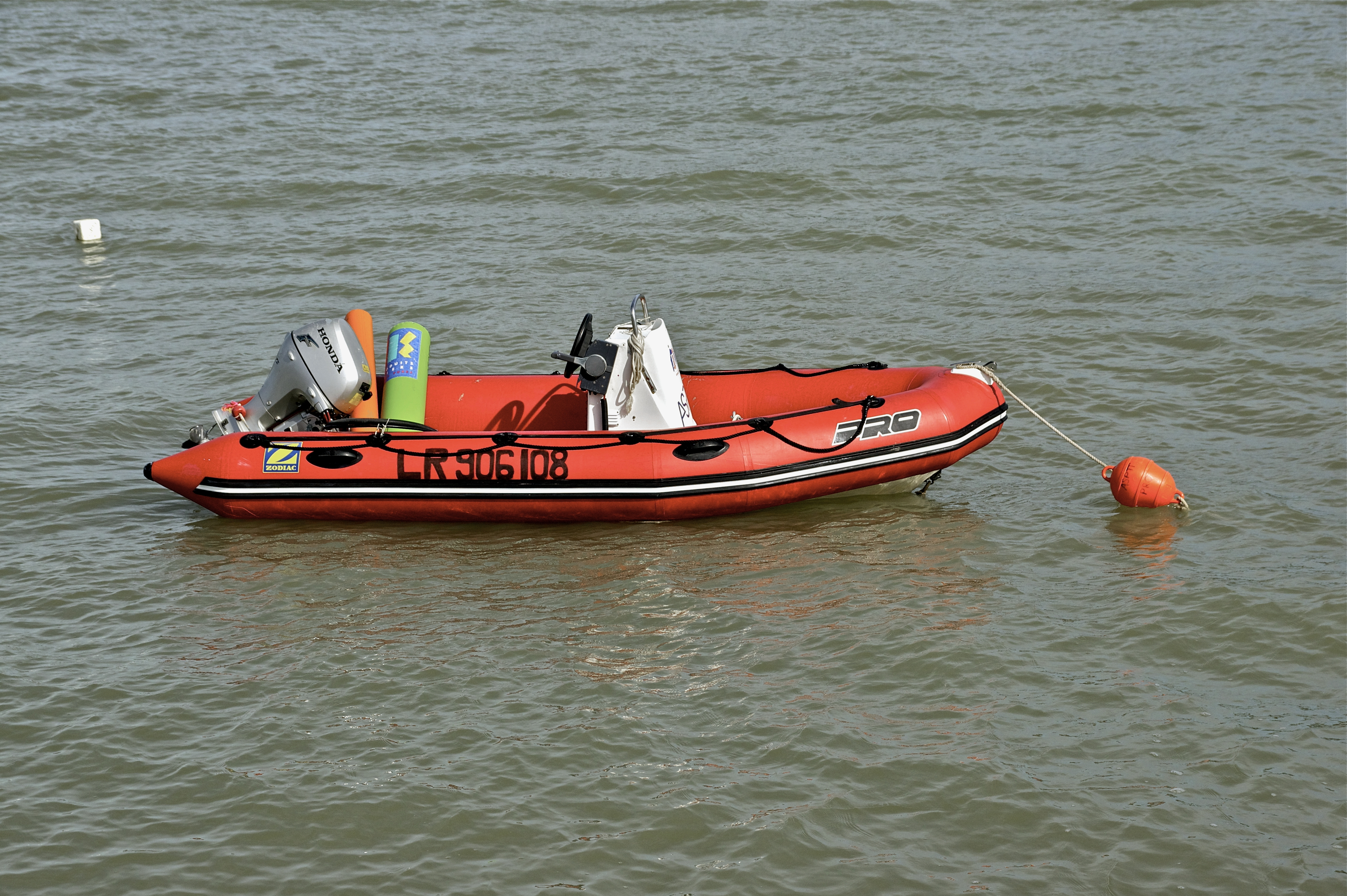
Le canot pneumatique de l'entreprise Zodiac est devenu une antonomase.

En 1934, l’entreprise développe les premiers prototypes de bateau pneumatique, ancêtres du célèbre  Zodiac , qui contribuèrent au développement de l’industrie du bateau pneumatique civil et militaire. Zodiac s’oriente alors vers l’industrie du loisir en tournant la promotion de ses bateaux vers le marché civil. L’entreprise bénéficie aussi de l’essor des loisirs après la Seconde Guerre mondiale ainsi que de l’engouement des Français pour la navigation de plaisance dans les années 1960[réf. nécessaire]. Zodiac développe alors des bateaux pneumatiques à destination du marché civil et délaisse progressivement le marché des ballons dirigeables pour celui plus porteur du nautisme.
En 1937, Zodiac s'installe à l'Arsenal de Rochefort. En 1955, le siège social sera transféré de Puteaux à Rochefort, avant de retourner en région parisienne, à Courbevoie, en 1959. Ce ne sera qu'en 2009 que Zodiac abandonnera définitivement son site historique charentais.
Zodiac honorera malgré tout un contrat en 1966 avec le Centre national d’études spatiales (CNES) pour la réalisation d’un ballon météorologique, dans le cadre du projet Éole. À la fin des années 1960, le Groupe se structure et se dote de sa première organisation commerciale pour exporter plus facilement ses produits à l’étranger. En 1964, il inaugure sa première filiale en Espagne, Zodiac Española, puis Zodiac North America en 1970.  
Les bateaux pneumatiques étaient développés pour les professionnels et les particuliers. La marque Zodiac a vite été adoptée dans le langage courant comme nom commun de ce type de produit.

### L’internationalisation du groupe (1973-1989)
Au début des années 1970, Zodiac connaît des difficultés financières. Sous l’impulsion de son nouveau directeur général, Jean-Louis Gérondeau, de l’aide des actionnaires et de l’Institut pour le développement industriel (IDI)[réf. nécessaire], le groupe retrouve son équilibre en 1977. En 1978, le groupe acquiert Aérazur constructions aéronautiques et retrouve ainsi son premier marché : l’aéronautique. En 1979, Zodiac acquiert la Société EFA  (Etudes et Fabrications Aéronautiques) (Parachutes) qui conduit à la création de la branche aéronautique, et poursuit son développement dans la marine et l’aéronautique avec les rachats de Bombard-L’Angevinière (no 2 des bateaux pneumatiques), de Sevylor en 1981 (1er producteur français de structures gonflables légères en PVC), de Superflexit en 1983 (réservoirs souples) et la prise de contrôle de Parachutes de France (parachutes sportifs). En 1983, Zodiac est la première société admise au second marché de la Bourse de Paris. En 1987, Zodiac multiplie les acquisitions avec Air Cruisers (no 1 des toboggans d’évacuation), Metzeler (bateaux pneumatiques), B.Kern, Europool… En 1988, le groupe acquiert Pioneer, qui est à l’époque le 2e fabricant américain de systèmes de décélération et de récupération d’engins freinés par parachutes.

### Développement des activités aéronautiques (1990-2006)
Dans les années 1990, le groupe poursuit ses acquisitions, en renforçant ses activités aéronautiques. En 1998, Monogram Systems (gestion de l’eau et des déchets à bord) rejoint le groupe, ainsi que le groupe Intertechnique en 1999. Cette dernière acquisition augmente de façon significative la part des activités aéronautiques dans le groupe et permet plus tard la création de la branche Aircraft Systems, spécialisée des systèmes embarqués.
De 2002 à 2006, Zodiac acquiert successivement ESCO (système d’arrêt d’urgence), ICORE (protection des câblages, interconnexion), Avox Systems (systèmes oxygènes), C&D Aerospace (intérieurs de cabines), Enertec et In-Snec (télémesure, enregistrement de données).

### Scission et recentrage sur l’aéronautique (2007-2017)

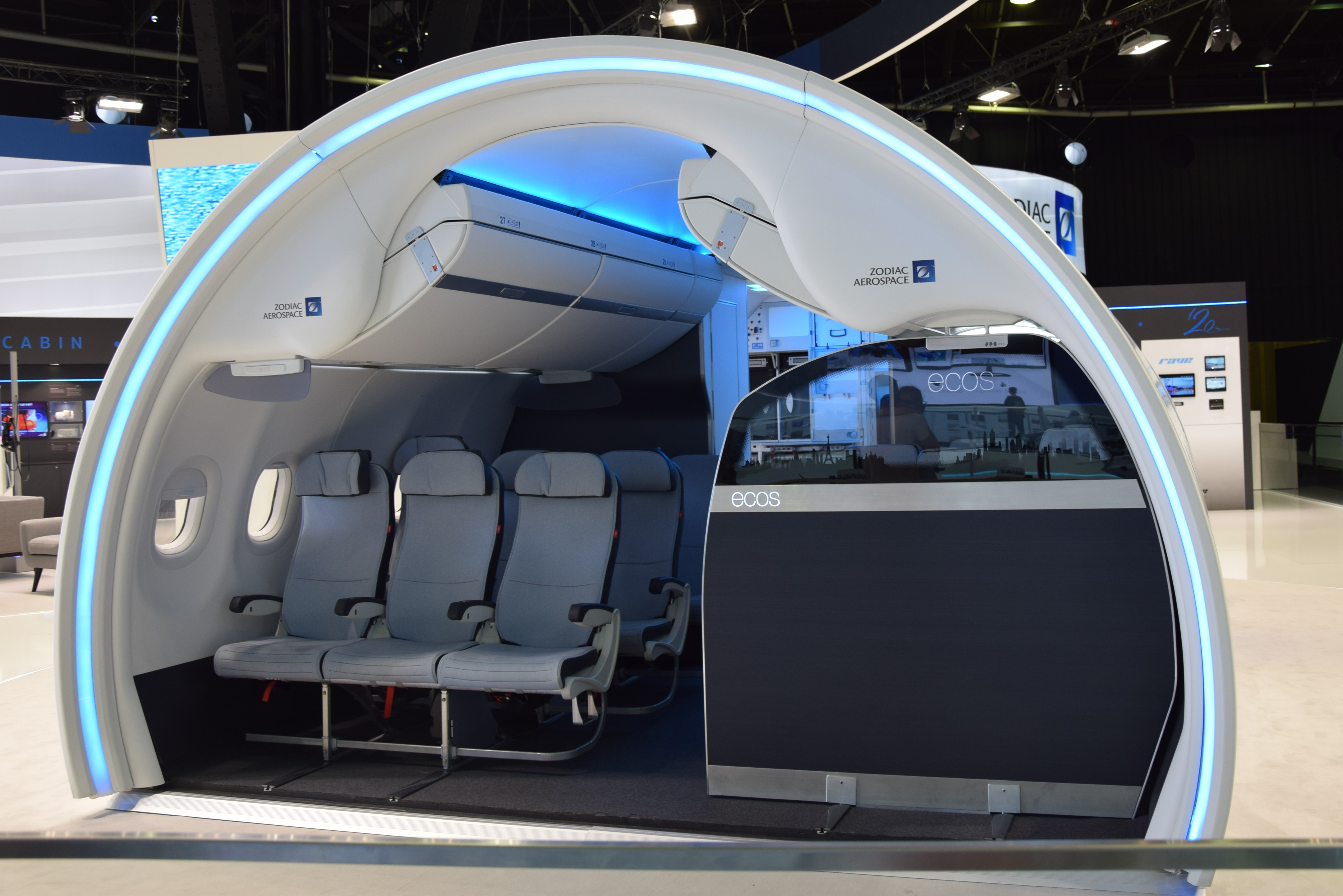
Stand Zodiac Aerospace au salon du Bourget 2017.

En avril 2007, le Groupe Zodiac annonce un accord en vue de céder ses activités marine à une holding détenue à 72 % par le groupe américain Carlyle et dans laquelle il conserverait 28 % par Zodiac. Cette opération est finalisée le 28 septembre 2007 avec la création de Zodiac Marine and Pool.
Début 2008, conformément aux accords signés lors de la cession de ses activités Marine, le groupe se renomme Zodiac Aerospace et adopte un nouveau logo. 
Fin 2008, Zodiac Aerospace se renforce sur le segment des intérieurs de cabine en achetant la société néerlandaise Driessen (no 1 mondial de la fabrication de galleys pour avions monocouloirs et de trolleys), Adder (séparateurs de cabine) et TIA (équipements électriques pour les galleys, principalement à destination du marché des avions d'affaires). 
Recentré sur l’aéronautique, Zodiac Aerospace poursuit sa stratégie d’acquisitions aussi bien dans le domaine des intérieurs de cabines, que dans celui des systèmes. En 2010, le canadien Cantwell Cullen & Co (câblage, interconnexion) et l’allemand Sell GmbH (galleys pour avions gros porteurs) rejoignent le groupe.
L’année 2010 est marquée par une tentative de rachat de Zodiac Aerospace par le groupe français Safran. Début juillet 2010, Zodiac Aerospace annonce avoir été contacté officiellement par Safran et que son conseil de surveillance refuse la proposition. Pendant plusieurs mois, Zodiac Aerospace et Safran s’affrontent sur le terrain médiatique. En novembre 2010, l’Autorité des marchés financiers somme Safran de clarifier sa position : son PDG, Jean-Paul Herteman annonce en novembre 2010 qu’il renonce à son projet de rapprochement avec Zodiac Aerospace.
En décembre 2011, Zodiac Aerospace rachète le britannique Contour Aerospace et devient ainsi, avec 40 % de parts de marché en valeur, le leader mondial des sièges d'avions devant l'américain B/E Aerospace. Contour Aerospace est présent sur le segment des sièges de classe affaires et de première classe, alors que l'activité sièges de Zodiac Aerospace, Sicma Aero Seat, fabrique des sièges pour la classe économique, où il est déjà leader mondial.
En septembre 2012, Zodiac Aerospace met en place une organisation en cinq branches (Zodiac Aerosafety, Zodiac Aircraft Systems, Zodiac Cabin & Structures, Zodiac Galleys & Equipment, Zodiac Seats), complétées par une activité de service après-vente, Zodiac Aerospace Services,,.
Zodiac Aerospace poursuit ses acquisitions depuis 2008, une quinzaine d'entreprises au total six ans plus tard, une trentaine en trente ans. La capitalisation boursière et le chiffre d'affaires ne cessent d'évoluer durant cette période. Mais juste avant le milieu des années 2010, de vives critiques se font entendre de la part des clients importants de l'entreprise : les livraisons de sièges à Airbus, Boeing ou American Airlines ne sont plus effectuées dans les délais et la qualité de certaines pièces laisse à désirer,. Les « avertissements sur résultat » s’enchaînent, la cote boursière chute et les résultats plongent malgré un chiffre d'affaires toujours en hausse depuis des années,. La décentralisation mondiale de la production du groupe, mal structuré pour gérer autant de divisions, semble en cause, rendant difficile une gestion et un contrôle par le siège de l'entreprise,. Un plan d'urgence est lancé en avril 2014 permettant d'améliorer les choses,. Finalement, même si Zodiac reste solide, l'image de l'entreprise s'en trouve fortement dégradée,.

### Rachat par Safran (2017-2018)
En janvier 2017, Safran annonce son intention de racheter Zodiac Aerospace, par une OPA amicale, pour environ 10 milliards d'euros, reprise de dettes comprise,,. Mais en avril 2017, l'offre de Safran reste encore à l'étude depuis les précédentes offres. Le 14 mars 2017, Zodiac Aerospace annonce un quatrième profit warning en l'espace d´un an. En mai 2017, l'offre d'acquisition de Safran sur Zodiac est renégociée pour être plus faible de 15 % mais est confirmée. Le nouveau groupe doit compter alors sur une masse salariale de 92 000 collaborateurs.
En février 2018, le groupe Safran détient 79,74 % du capital de Zodiac Aerospace à l'issue de l'Offre publique d'achat (OPA) sur l'équipementier ouverte fin décembre 2017, annonce l'Autorité des marchés financiers (AMF) dans un avis provisoire.
En mars 2018, le groupe Safran détient 97,57 % du capital de Zodiac Aerospace, ce qui lui permet de faire un retrait obligatoire des actions en bourse.
Le 1er juin 2018, le groupe Safran annonce le projet de fusion des deux groupes par absorption du groupe Zodiac Aerospace. Le groupe Zodiac Aerospace est donc dissout le 1er décembre 2018, les différentes entités le composant étant directement rattachées au groupe Safran.
Les activités de l’équipementier sont rebaptisées du nom de son nouveau propriétaire – à l’instar de Zodiac Seats, renommé Safran Seats –, et regroupées au sein d’au moins quatre filiales de premier rang, lesquelles sont rattachées directement au directeur général. En pratique, Safran compte se séparer de quelques unités de l’ex-Zodiac qui ne s’inscrivent pas dans ses cœurs de métier – à savoir des secteurs très éloignés de l’aéronautique, tels que les pansements médicaux vendus sous la marque Novesil ou les toilettes pour train.

## Marque Zodiac Aerospace
À sa création en 1896, la société est appelée Mallet, Mélandri et de Pitray. Elle change plusieurs fois de dénomination au cours de son histoire.
En 1899, elle devient Ateliers de constructions aéronautiques Maurice Mallet et neuf ans plus tard, devient la Société française des ballons dirigeables. 
En 1909, le nom Zodiac apparaît dans le nom de la Société française de ballons dirigeables et d'aviation Zodiac, suivi en 1911 par le nom de Société Zodiac, anciens établissements aéronautiques Maurice Mallet. 
En 1965, la société change sa dénomination en « Zodiac ». Le nom Zodiac est associé aux bateaux pneumatiques qui ont été développés après la Seconde Guerre mondiale, et ont été rendus célèbres par les explorations du commandant Cousteau ou l’expérience de naufragé volontaire d’Alain Bombard. Pour cette raison, lorsqu’en 2007 le Groupe Zodiac cède ses activités Marine, la marque Zodiac est aussi cédée. En vertu des accords signés avec l’acquéreur, le groupe prend le nom de Zodiac Aerospace, qui souligne son recentrage sur l’aéronautique. Ce changement de nom s’accompagne d'un nouveau logo. La marque disparait avec l’absorption approuvée par le conseil d'administration le 27 novembre 2018.

## Organisation
Zodiac Aerospace fournit des équipements à destination des avions commerciaux, des avions régionaux, des avions d’affaires ainsi que des hélicoptères et du spatial. Le groupe se structure en cinq branches opérationnelles au début des années 2010, soutenues par une activité de service.

### Zodiac Aerosafety
Zodiac Aerosafety rassemble les activités développant des systèmes de sécurité à bord et au sol, ainsi que des solutions de protection et sauvetage. Cette branche est composée de cinq divisions principalement présentes en Europe et aux États-Unis : 
- Zodiac Arresting Systems développe des systèmes d’arrêt d’urgence dont le produit EMASMAX, qui permet de sécuriser les pistes des aéroports civils ;
- Zodiac Evacuation Systems offre des systèmes de sauvetage comme les gilets gonflables, les toboggans d’évacuation et les flottabilités de secours pour les hélicoptères ;
- Zodiac Interconnect est spécialisée dans la protection des câblages et des systèmes d’interconnexion ;
- Zodiac Elastomer conçoit des réservoirs souples pour les aéronefs, des systèmes d’acheminement du carburant ainsi que des systèmes de dégivrages ;
- Zodiac Parachute & Protection propose des parachutes civils et militaires.

Zodiac Aerosafety participe également, depuis 2018, à l'ingénierie des systèmes souples (les enveloppes) du futur dirigeable de Flying Whales. C'est une start-up spécialisée dans la construction et l'exploitation d'aérostats, destinés aux transports de charges lourdes ou indivisibles. C'est un peu un retour aux sources pour Zodiac Aerospace qui bénéficie d'une longue expérience dans la fabrication de ballons dirigeables.

### Zodiac Aircraft Systems
La branche Zodiac Aircraft Systems est spécialisée dans les systèmes embarqués qui assurent des fonctions essentiels en vol. Cette branche est composée de sept divisions et est principalement implantée en Europe (France, Allemagne) et aux États-Unis : 
- Zodiac Cabin & Cockpit Systems fournit des systèmes pour les cockpits, des solutions d’éclairage interne et externe et des systèmes oxygène pilotes et passagers (LAVOX, Eros…) ;
- Zodiac Controls développe des capteurs de mesure et des solutions de gestion des systèmes ;
- Zodiac Electrical Systems est spécialisé dans les systèmes de gestion de la puissance électrique ;
- Zodiac Entertainment & Seat Technologies est composée de deux parties. Zodiac Inflight Innovation développe et commercialise des systèmes de divertissement à bord (RAVE) et de connectivité. Zodiac Actuation Systems réalise des actionneurs électriques pour les sièges d’avions ;
- Zodiac Fluid Management propose des solutions pour la gestion et la circulation des fluides (carburants, eau, etc.) ;
- Zodiac Water & Waste fournit des systèmes de traitement des eaux usées et des déchets à bord ;
- Zodiac Data Systems conçoit des applications de télémesure et des systèmes embarqués pour l’acquisition et l’enregistrement des données. Ses produits sont connus sous les marques : In-Snec, Enertec et HEIM.

### Zodiac Galleys & Equipment
La branche Zodiac Galleys & Equipment est composée de trois divisions implantées en Europe (France, Allemagne, Pays-Bas), aux États-Unis et en Thaïlande :
- Zodiac Galleys équipe les espaces cuisines des avions mono-couloirs et bi-couloirs et d’espace de repos pour le personnel navigant ;
- Zodiac Galley Inserts fournit des équipements pour les cuisines (fours, machines à café, compacteurs de déchets, « chillers », fours micro-onde…) ;
- Zodiac Rotable Equipment fournit les trolleys (charriot transportant la nourriture ou les articles « duty free » à bord de l’avion) et des conteneurs permettant de charger les bagages et marchandises dans les soutes de l’avion (LD3).

### Zodiac Cabin & Structures
La branche Zodiac Cabin & Structures conçoit et fabrique des intérieurs de cabine pour l’aménagement d’avions neufs et le réaménagement d’avions anciens. Elle est principalement présente aux États-Unis : 
- Zodiac OEM Cabin Interiors conçoit, aménage et certifie les intérieurs de cabine des avions commerciaux et régionaux ;
- Zodiac Airline Cabin Interiors propose un service de réaménagement des intérieurs de cabine aux compagnies aériennes ;
- Zodiac Northwest Aerospace Technologies est une société d’’ingénierie spécialisée dans les programmes de réaménagement des cabines et leur certification ;
- Zodiac Advanced Composites and Engineered Materials fournit des matériaux composites pour l’aménagement des intérieurs de cabine ;
- Zodiac Business Aircraft Cabin Interiors conçoit et fabrique des intérieurs de cabine des avions d’affaires.

### Zodiac Seats
Zodiac Seats conçoit, commercialise et fabrique des sièges passagers (première classe, classe affaires premium éco et classe économique) pour les avions commerciaux et régionaux, des sièges techniques (pilotes d’avions, sièges pour hélicoptères, sièges pour le personnel navigant). Cette branche est constituée de quatre divisions principales : 
- Zodiac Seats France est basée à Issoudun (France) et spécialisée dans les sièges de classe Affaires et de classe économique ;
- Zodiac Seats US (en) est localisée à Gainesville (Texas) et est principalement spécialisée dans les sièges de classe économique. Sa filiale Zodiac Seats California est spécialisée dans les sièges pour avions régionaux ;
- Zodiac Seats UK est basée à Cwmbran et Canberley (Royaume-Uni). Elle est spécialisée dans les sièges de Première classe et de classe affaires ;
- Zodiac Seat Shells, basée à Santa Maria en Californie, fabrique les coques de sièges en matériaux composites pour les sièges de classe affaires ;
- Zodiac Seats Tunisia

### Zodiac Aerospace Services
Zodiac Aerospace Services est l’activité de service après-vente du Groupe Zodiac Aerospace. Elle est présente en Europe, aux États-Unis, au Moyen-Orient et en Asie.

## Gouvernance et direction
Le Groupe Zodiac Aerospace est une société anonyme à directoire et conseil de surveillance. Sa gestion est assurée par le directoire, présidé par Vincent Mascré.
Le 13 février 2018 Zodiac Aerospace a annoncé une recomposition de sa gouvernance à la suite du rapprochement avec Safran, son président du directoire Yann Delabrière est remplacé par Vincent Mascré. Le directoire est désormais composé de trois membres venus de Safran (Vincent Mascré, Celeste Thomasson et Bruno Pasini).

## Marchés et stratégie
Les produits et systèmes développés par Zodiac Aerospace s’adressent essentiellement au marché aéronautique civil. Ils se décomposent en deux catégories :
- les produits dits « SFE » (Supplier-Furnished Equipment) : équipements fournis par le constructeur de l’avion qui sont sélectionnés par les avionneurs au début d’un programme et équipent ensuite tous les avions produits ;
- les produits dit « BFE » (Buyer-Furnished Equipment) : équipements fournis par l’acheteur de l’avion, qui sont sélectionnés par les compagnies aériennes pour équiper leurs nouveaux appareils ou en remplacement d’équipements sur des appareils plus anciens. Les sièges sont, pour les avions commerciaux, un produit BFE par excellence, permettant notamment aux compagnies aériennes de se différencier de leurs concurrentes.

La stratégie du Groupe Zodiac Aerospace consiste à bâtir ou renforcer des positions de numéro un mondial, sur des marchés aéronautiques de niche, présentant de fortes barrières à l’entrée, et un contenu d’après-vente significatif. 

## Chiffres clés

### Actionnariat et informations boursières
L’action Zodiac Aerospace était cotée sur le marché Euronext Paris jusqu'à son rachat par Safran qui détient depuis le mois de mars 2018 97,57 % du capital et au moins 95,26 % des droits de vote après son OPA lancée en décembre 2017. Le groupe ainsi constitué devient le numéro deux mondial des équipements aéronautiques et numéro trois du secteur aéronautique en dehors des avionneurs avec un chiffre d'affaires de plus de 20 milliards d'euros.